# Nagarkot
Nagarkot (em nepali: नगरकोट) é uma aldeia e village development committee (comuna rural) situado 32 km a leste de Catmandu, Nepal. Faz parte do distrito de Bhaktapur e da zona de Bagmati. Em 2011 tinha 4 571 habitantes e 973 residências. Situa-se numa zona densamente florestada de pinheiros, com vales profundos, a 2 200 metros de altitude e é considerado um dos pontos com melhores vistas do distrito de Bhaktapur. É famoso pelos seus nasceres do sol, com vista para centenas de quilómetros de montanhas com os cumes nevados dos Himalaias, não só do maciço do Langtang, que está mais próximo, mas também o monte Everest e muitos outros picos. As vistas sobre o vale de Catmandu e o Parque Nacional Shivapuri Nagarjun também são esplêndidas. É uma atração turística internacional.
Devido à sua localização estratégica, Nagarkot era um antigo forte do vale de Catmandu para vigiar as atividades externas dos reinos vizinhos. Mais tarde tornou-se um local de retiro e recreio da realeza antes de se tornar uma estância popular de montanha.